# Acaena
Acaena é um género botânico pertencente à família Rosaceae.
A autoridade científica do género é Mutis ex Linnaeus, tendo sido descrito em Mantissa Plantarum 2: 145, 200. 1771. A espécie-tipo é Acaena elongata L.

## Espécies
O gênero contém pouco mais de cem espécies atualmente consideradas válidas. A lista abaixo inclui algumas espécies selecionadas.
- Acaena anserinifolia (J.R.Forst. & G.Forst.) Druce
- Acaena echinata Nees
- Acaena elongata L.
- Acaena eupatoria Schltdl.
- Acaena exigua A.Gray
- Acaena lucida (Lam.) Vahl
- Acaena magellanica (Lam.) Vahl
- Acaena microphylla Hook.f.
- Acaena myriophylla Lindl.
- Acaena novae-zelandiae Kirk
- Acaena ovalifolia Ruiz & Pav.
- Acaena ovina A.Cunn.
- Acaena pallida (Kirk) Allan
- Acaena pinnatifida Ruiz & Pav.
- Acaena platyacantha Speg.